# قانون باتريوت آكت
قانون باتريوت آكت أو قانون مكافحة الإرهاب ، أو قانون الوطنية هو قانون تم إقراره بعد أحداث 11 سبتمبر 2001، وهو خاص بتسهيل إجراءات التحقيقات و الوسائل اللازمة لمكافحة الإرهاب ، مثل إعطاء أجهزة الشرطة صلاحيات من شأنها الاطلاع على المقتنيات الشخصية للأفراد و مراقبة اتصالاتهم و التنصت على مكالماتهم بغرض الكشف عن المؤامرات الإرهابية .
هذا القانون يعطي الهيئات التنفيذية المتمثلة في أجهزة الشرطة و مكتب التحقيقات الفيدرالي مكتب التحقيقات الفيدرالي صلاحيات واسعة في مجال مراقبة و تفتيش المشتبه فيهم دون أن يكون لديهم أدلة ملموسة تدينهم بشكل مباشر ودون فرض رقابة كافية على تلك الصلاحيات ، ماعدا فقط اعطاء القضاء الأمريكي صلاحية مراقبة عمل أجهزة الشرطة مع عدم تبني مزيد من التدابير التي تدعم هذه الصلاحية ، مثل إنشاء وكالة مستقلة للحريات المدنية تعمل على مراقبة ال FBI.
من المواقف البارزة لمجلس النواب الأمريكي هو تصويت 257 صوتاً على تثبيت قانون باتريوت في مقابل 171 صوتاً ضد هذا التثبيت.
ولعرض مواقف أبرز الحزبين داخل المجلس، فإن موقف الحزب الجمهوري تجاه هذا القانون مؤيداً لتوسيع العمل بقانون باتريوت، وإقرار عقوبة الإعدام في جرائم مثل تمويل الإرهاب وبعض الجرائم المرتبطة بالإرهاب، إلا أن الحزب الديمقراطي – وهو الخصم اللدود للحزب الجمهوري – قد قد سعى لوقف العمل ببعض مواد القانون التي تمثل تهديداً لخصوصية الأفراد وهي التي تتعلق بالتوسع في سلطات التفتيش ومصادرة الوثائق الخاصة والتنبؤ بالوصول إلى مرحلة إساءة استخدام هذا القانون.
وحين مرر الكونغرس الأمريكي برنامج بريزم المستخدم في التجسس منذ عام 2007، لم يجد في استخدامه مانعاً انطلاقاً من أنه يستهدف حماية الأمن القومي الأمريكي. ومن هذا المنطلق نشطت إدارة بوش ومن ثم إدارة أوباماً في تطويره واستخدامه، مع وعود بمراجعته أدوات المراقبة الكونية لاحقاً. ولم تتحرج الولايات المتحدة من هذه المعلومة التي كشفها عميلها السابق سنودن، إذ أن أية ممارسات تدعم الأمن القومي هي من الأمور المسموح بها في إطار منظومة «باتريوت» التي أجازت التنصت على أي مواطن أمريكي أو غير أمريكي لتوفير أي معلومات أو أدلة تدعم العدالة على حد زعمهم. لكن هذه الممارسات تشوبها الريبة لما تنطوي عليه من انتهاك للخصوصية، وهو ما واجهته بقوة مؤسسات المجتمع المدني في الولايات المتحدة وأوروبا دون جدوى، حيث تجد الإدارة الأمريكية دائماً ما يبرر تلك الممارسات ويخرجها من دائرة الحظر.